# La Motte-Saint-Jean
La Motte-Saint-Jean és un municipi francès, situat al departament de Saona i Loira i a la regió de Borgonya - Franc Comtat. L'any 2007 tenia 1.204 habitants.

## Demografia

### Població
El 2007 la població de fet de La Motte-Saint-Jean era de 1.204 persones. Hi havia 495 famílies, de les quals 116 eren unipersonals (44 homes vivint sols i 72 dones vivint soles), 191 parelles sense fills, 168 parelles amb fills i 20 famílies monoparentals amb fills.
La població ha evolucionat segons el següent gràfic:
Habitants censats

### Habitatges
El 2007 hi havia 599 habitatges, 503 eren l'habitatge principal de la família, 47 eren segones residències i 49 estaven desocupats. 586 eren cases i 10 eren apartaments. Dels 503 habitatges principals, 431 estaven ocupats pels seus propietaris, 64 estaven llogats i ocupats pels llogaters i 8 estaven cedits a títol gratuït; 8 tenien una cambra, 27 en tenien dues, 54 en tenien tres, 123 en tenien quatre i 291 en tenien cinc o més. 386 habitatges disposaven pel capbaix d'una plaça de pàrquing. A 192 habitatges hi havia un automòbil i a 264 n'hi havia dos o més.

### Piràmide de població
La piràmide de població per edats i sexe el 2009 era:
| Homes | Edats   | Dones |
| ----- | ------- | ----- |
| 0     | 95 o +  | 0     |
| 0     | 90 a 94 | 0     |
| 0     | 85 a 89 | 8     |
| 0     | 80 a 84 | 8     |
| 12    | 75 a 79 | 20    |
| 48    | 70 a 74 | 36    |
| 24    | 65 a 69 | 36    |
| 32    | 60 a 64 | 32    |
| 20    | 55 a 59 | 32    |
| 36    | 50 a 54 | 32    |
| 60    | 45 a 49 | 48    |
| 52    | 40 a 44 | 52    |
| 40    | 35 a 39 | 48    |
| 48    | 30 a 34 | 40    |
| 24    | 25 a 29 | 28    |
| 44    | 20 a 24 | 12    |
| 64    | 15 a 19 | 40    |
| 56    | 10 a 14 | 32    |
| 52    | 5 a 9   | 16    |
| 28    | 0 a 4   | 12    |

## Economia
El 2007 la població en edat de treballar era de 772 persones, 555 eren actives i 217 eren inactives. De les 555 persones actives 515 estaven ocupades (297 homes i 218 dones) i 40 estaven aturades (14 homes i 26 dones). De les 217 persones inactives 102 estaven jubilades, 41 estaven estudiant i 74 estaven classificades com a «altres inactius».

### Ingressos
El 2009 a La Motte-Saint-Jean hi havia 508 unitats fiscals que integraven 1.243 persones, la mediana anual d'ingressos fiscals per persona era de 16.644 €.

### Activitats econòmiques
Dels 26 establiments que hi havia el 2007, 1 era d'una empresa extractiva, 1 d'una empresa alimentària, 7 d'empreses de construcció, 5 d'empreses de comerç i reparació d'automòbils, 3 d'empreses d'hostatgeria i restauració, 2 d'empreses immobiliàries, 2 d'empreses de serveis, 2 d'entitats de l'administració pública i 3 d'empreses classificades com a «altres activitats de serveis».
Dels 10 establiments de servei als particulars que hi havia el 2009, 1 era un taller de reparació d'automòbils i de material agrícola, 1 paleta, 2 fusteries, 1 lampisteria, 1 electricista, 2 perruqueries, 1 restaurant i 1 agència immobiliària.
L'any 2000 a La Motte-Saint-Jean hi havia 24 explotacions agrícoles que ocupaven un total de 1.111 hectàrees.

## Equipaments sanitaris i escolars
L'únic equipament sanitari que hi havia el 2009 era una ambulància.
El 2009 hi havia 1 escola maternal i 1 escola elemental.

## Poblacions properes
El següent diagrama mostra les poblacions més properes.